# Bleda (hun)
Bleda (Priscus: Βλήδας; Procopius: Βλέδας) (390-445) va ser rei dels huns conjuntament amb el seu germà petit Àtila.
Ell i el seu germà van pujar al tron dels huns el 434, quan el seu oncle Rues va morir sense descendència. D'entrada van intentar mantenir els termes de la pau amb els romans. Àtila i Bleda es van trobar amb la delegació imperial a la ciutat de Margus (actual Požarevac) i, tots muntats a cavall d'acord amb els costums huns, van negociar un acord favorable: els romans no tan sols van retornar les tribus fugitives, sinó que també van doblar el tribut de 350 lliures d'or romanes, van obrir les fronteres als mercaders huns i van pagar un rescat de vuit sòlids per cada presoner romà. Durant aquest període, els huns van estendre el seu imperi fins als Alps, el Rin i el Vístula. Durant els següents cinc anys es va mantenir la pau i els dos cabdills huns van dedicar-se a fer incursions a l'Imperi Persa dels sassànides, tot i que van ser derrotats quan intentaven penetrar Armènia.
El 439 els huns i els romans es van acusar mútuament de trencar el tractat de Màrgum. La guerra es va reprendre i davant l'exèrcit d'Àtila i Bleda van caure les ciutats romanes de Viminàcium, Margus, Sigindunum (Belgrad) i Sírmium. Després d'una breu treva el 442, els huns van continuar amb els seus atacs i van saquejar Raciària, Naïssus (Nis), Sàrdica (Sofia), Filipòpolis (Plòvdiv) i Arcadiòpolis. Finalment l'emperador oriental Teodosi va admetre la derrota i va acceptar un nou tribut encara més elevat als huns.
Poc després va morir Bleda, onze anys després de pujar al tron. Tot i que no es coneixen les causes de la seva mort, al llarg de la història s'ha especulat que Àtila va assassinar-lo durant una cacera.
Una de les poques coses que es coneixen de la vida personal de Bleda és que, després de la gran campanya hun del 441, va obtenir un nan moro anomenat Zerco. A Bleda el divertia tant que va fer-li forjar una armadura a mida perquè el pogués acompanyar durant les campanyes.